# ثيودور دالبيرغ
ثيودور دالبيرغ هو مصارع رياضي سويدي، ولد في 1 مايو 1884 في Kungsbacka ‏ في السويد، وتوفي في 13 فبراير 1963 في غوتنبرغ في السويد.

## وصلات خارجية
- ثيودور دالبيرغ على موقع اللجنة الأولمبية الدولية (الإنجليزية)
- ثيودور دالبيرغ على موقع أوليمبيديا (الإنجليزية)
- ثيودور دالبيرغ على موقع اللجنة الأولمبية السويدية (السويدية)